# Raymond Smith
Raymond Smith (Brisbane, 6 december 1979) is een Australische darter die de toernooien van de WDF speelt. Zijn beste prestatie tot nu toe is het behalen van de laatste 16 op het PDC World Darts Championship 2022.  Doordat zijn zoon, Ky Smith, zich ook kwalificeerde voor het toernooi namen er voor het eerst een vader en zoon deel aan eenzelfde editie van het WK.

## Resultaten wereldkampioenschappen

### BDO
- 2017: Laatste 32 (verloren van Geert De Vos met 0–3)

### WDF

#### World Cup
- 2015: Kwartfinale (verloren van Darius Labanauskas met 4-5)
- 2017: Runner-up (verloren van Jeff Smith met 5-7)
- 2023: Laatste 16 (verloren van Carles Arola met 1-4)

### PDC
- 2019: Laatste 96 (verloren van Alan Tabern met 2–3)
- 2022: Laatste 16 (verloren van Mervyn King met 3-4)
- 2023: Laatste 96 (verloren van Karel Sedláček met 0-3)